# 中村電気軌道
中村電気軌道株式会社（中村電氣軌道株式會社、なかむらでんききどう）は、かつて愛知県名古屋市において路面電車・バスを運営していた企業（株式会社）である。1936年（昭和11年）に名古屋市電気局（後の名古屋市交通局）に事業を譲渡して解散した。
運営していた電車は「中村電車」、バスは「中村バス」と呼ばれた。

## 概要
1913年（大正2年）10月、名古屋市に隣接した中村（現・名古屋市中村区の一部）における開発事業を開始した会社の名古屋土地が、軌道部を設立して路面電車事業に乗り出したことが創始である。最初の路線は、地上駅時代の名古屋駅を跨ぐためにかけられた明治橋（1937年〈昭和12年〉の高架化時に撤去）の西側を起点とし、太閤通を西進して中村公園の入口に至るものであった。鉄道事業者が不動産事業を開始した例は、1910年（明治43年）開業の箕面有馬電気軌道（箕有電車、阪急電鉄の前身）を初として徐々に現れ始めていたが、逆に不動産会社が鉄道事業を行う事例は、現在では紀州鉄道や山万などが存在するが、当時としては珍しいものであった。
1926年（大正15年）6月に名古屋土地から分社化された中村電気軌道の運営に代わり、そのころ後に名古屋鉄道の社長となる藍川清成が当初は取締役、続いて社長に就任した。この年の電車の乗客は250万9845人であったが次第に減少し、1929年（昭和4年）の乗客は158万2957人となった。乗客減少の要因は、駅前を発着せず不便であることと、名古屋駅前を発着し中村遊廓へ向かう他社のバスが1923年（大正12年）9月に運行を開始したためである。このバスに対抗して中村電気軌道は1929年1月から名古屋駅前・中村公園間で兼営バスの運転を開始したが、名古屋市営バスが1933年（昭和8年）7月に那古野町・中村公園間に路線を新設したこともあり収益は少なかった。また、電車は名古屋市電より運賃が高く評判が悪かった。
1936年（昭和11年）5月、1935年（昭和10年）から進められていた市内民営交通機関の統合によって中村電気軌道は名古屋市に買収され、電車事業・バス事業は名古屋市電気局（名古屋市交通局の前身）に移管された。買収価格は10万1300円。買収前の1年間の乗客は、電車が36万8290人、バスが126万9436人であった。
中村電気軌道を買収した路面電車は中村線とされ、当初孤立路線であったが、東側は名古屋駅高架化に伴い笹島町まで延長され、既設の名古屋市電の路線に接続した。西側も豊国神社の大鳥居をくぐって中村公園に向かっていた区間を廃止して稲葉地町まで伸延されている。その後、中村線は1972年（昭和47年）2月29日まで運行を続けている。

## 沿革
- 1911年（明治44年）9月 - 名古屋土地株式会社設立。
- 同年12月27日 - 明治橋・中村公園前間の軌道敷設特許を申請。
- 1912年（大正元年）9月20日 - 軌道敷設特許を取得。
- 1913年（大正2年）10月17日 - 軌道部により、明治橋・中村公園間が開業。
- 1926年（大正15年）6月1日 - 名古屋土地軌道部が中村電気軌道株式会社として独立[8]。
- 1929年（昭和4年）1月 - バス事業開始。
- 1936年（昭和11年）5月24日 - 電車・兼営バスともに名古屋市に事業譲渡[7]。

## 鉄道事業

### 保有路線

#### 保有路線データ
- 路線距離：明治橋 - 公園前間 3.3km
- 軌間：1,067mm
- 電化区間：全線
- 架線電圧：直流600V
  - 中村変電所、常用、電動発電機（交流側2080V直流側600V）直流側の出力150KW、製造所不明、予備、電動発電機（交流側2080V直流側600V）直流側の出力75KW、製造所大阪電灯[9]
- 複線区間：なし（全線単線）

#### 停留場
1913年10月17日時点（開業時）
明治橋 - 笈瀬川 - 米野 - 野合 - 上中 - 稲葉地 - 公園前
- 大正中期に、米野を東米野に、野合を賑橋、上中（初代）を楠橋に改称。西米野・本社前・上中（2代）を新設。
- 1923年ごろ、賑橋を大門前に改称。
- 昭和初期に、東米野を藤の棚に改称。

1936年5月24日時点（市営化時）
明治橋 - 笈瀬川 - 藤の棚 - 西米野 - 大門前 - 本社前 - 楠橋 - 上中 - 稲葉地 - 公園前

### 輸送・収支実績
| 年度 | 乗客（人） | 営業収入（円） | 営業費（円） | 益金（円） | その他益金（円）       | その他損金（円） | 支払利子（円） |
| ---- | ---------- | -------------- | ------------ | ---------- | ---------------------- | ---------------- | -------------- |
| 1913 | 44,726     | 1,103          | 1,490        | ▲ 387      | 土地建物4,536利子9,953 | 家屋保存費13,573 | 1,565          |
| 1914 | 217,275    | 6,939          | 7,857        | ▲ 918      | 土地家屋11,352         | 土地家屋13,052   |                |
| 1915 | 177,342    | 5,651          | 6,873        | ▲ 1,222    | 土地8,320              | 土地10,139       |                |
| 1916 | 198,885    | 6,104          | 6,151        | ▲ 47       | 29,640                 | 21,185           |                |
| 1917 | 266,461    | 6,271          | 7,459        | ▲ 1,188    | 土地12,807             | 11,125           |                |
| 1918 | 269,360    | 6,927          | 9,932        | ▲ 3,005    | 13,954                 | 13,005           |                |
| 1919 | 567,181    | 10,277         | 10,438       | ▲ 161      | 103,743                | 22,685           |                |
| 1920 | 549,097    | 14,804         | 19,086       | ▲ 4,282    | 814,569                | 595,347          |                |
| 1921 | 573,889    | 17,862         | 13,657       | 4,205      |                        |                  |                |
| 1922 | 1,045,019  | 24,279         | 13,687       | 10,592     |                        |                  |                |
| 1923 | 3,116,965  | 68,603         | 22,715       | 45,888     | 643,604                | 185,705          |                |
| 1924 | 3,997,743  | 85,038         | 35,156       | 49,882     | 472,880、利子78,212    | 106,436          | 236            |
| 1925 | 3,199,641  | 82,440         | 38,687       | 43,753     | 359,872、雑益152,879   | 124,248          | 18,400         |
| 1926 | 2,509,845  | 106,698        | 49,039       | 57,659     |                        |                  | 104            |
| 1927 | 2,381,274  | 96,113         | 47,128       | 48,985     |                        |                  |                |
| 1928 | 2,113,661  | 84,985         | 61,253       | 23,732     |                        |                  |                |
| 1929 | 2,172,743  | 77,255         | 60,913       | 16,342     | 自動車6,494            |                  | 232            |
| 1930 | 1,237,387  | 47,469         | 48,330       | ▲ 861      | 自動車23,734           | 償却金13,700     | 372            |
| 1931 | 942,762    | 36,234         | 43,704       | ▲ 7,470    | 自動車12,115           | 償却金3,100      | 592            |
| 1932 | 779,509    | 29,954         | 38,033       | ▲ 8,079    | 自動車27,555           | 償却金9,500      | 545            |
| 1933 | 621,630    | 24,070         | 39,759       | ▲ 15,689   | 自動車26,987           |                  | 339            |
| 1934 | 467,602    | 19,088         | 36,569       | ▲ 17,481   | 自動車21,573           |                  | 1,026          |
| 1935 | 368,290    | 14,309         | 31,957       | ▲ 17,648   | 自動車21,458           | 償却金2,500      | 746            |
| 1936 | 124,843    | 5,798          | 16,354       | ▲ 10,556   | 自動車21,209           | 償却金1,900      | 993            |

- 鉄道院年報、鉄道院鉄道統計資料、鉄道省鉄道統計資料、鉄道統計資料各年度版

### 保有車両
中村電気軌道では、電車10両と貨車2両が使用された。
電車は、定員34人の木造単車4両（1 - 4号）、定員42人の木造単車4両（7 - 10号）、定員58人の木造付随ボギー車2両（5・6号）があった。1 - 4号は1913年、5・6号は1914年、7 - 10号は1925年に登場した。いずれも整備状況が悪く稼働率は低かったといわれ、名古屋市に移管された後の1936年6月に廃車の届出がなされている。

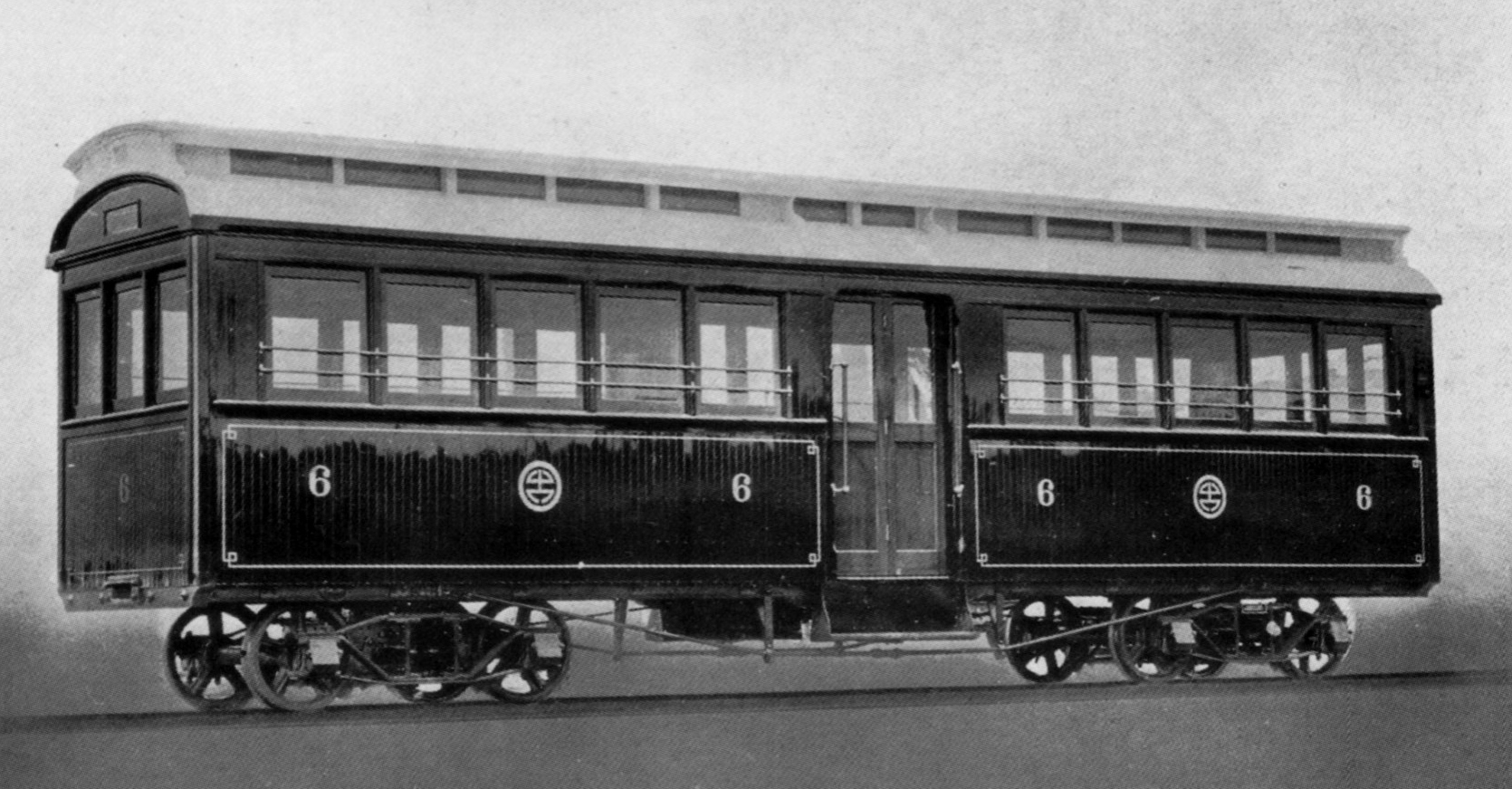
車体中央部に扉を設けた6号付随電車
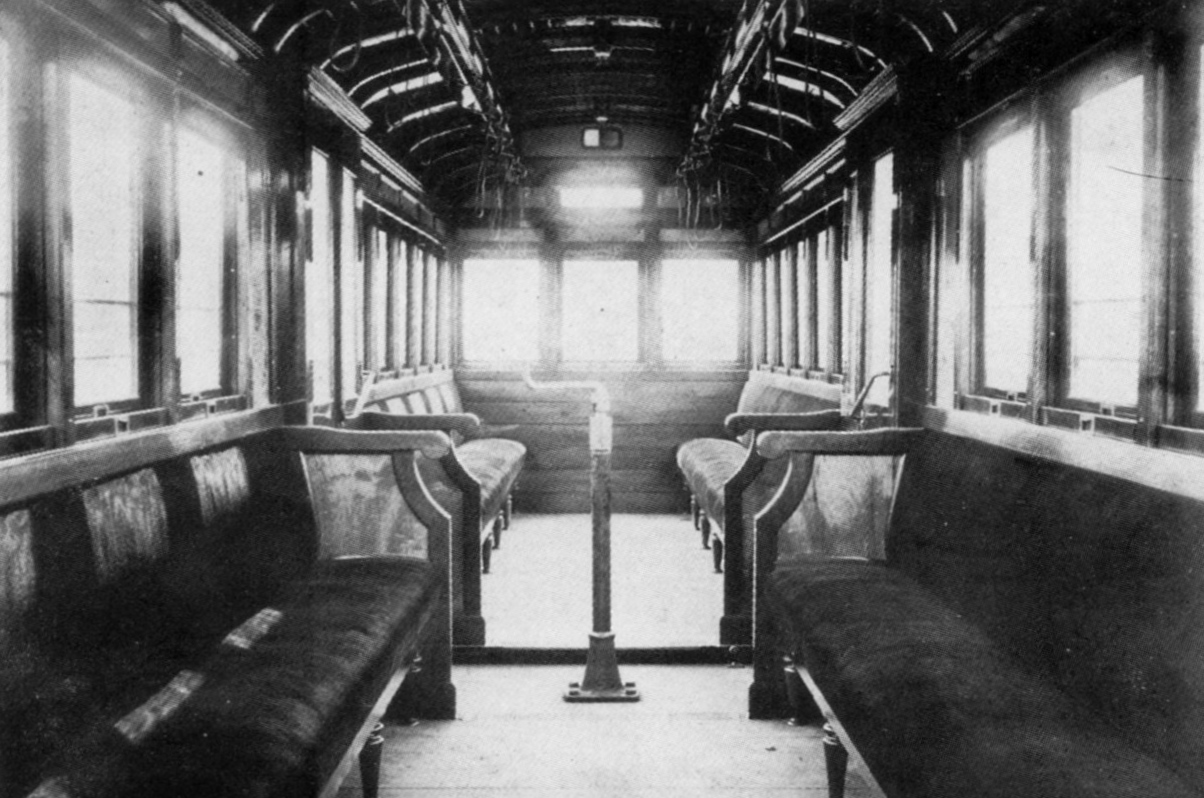
6号の内部。出入り台中央部にブレーキハンドルを備える。

## バス事業
中村電気軌道のバス路線は、1929年（昭和4年）1月の事業開始時に新設された名古屋駅前 - 中村公園間 (4.0km) のみであった。1936年（昭和11年）5月に市営化された際、車両10台が名古屋市に引き継がれた。これとは別に、後日バス2台を名古屋市に譲渡している。

## 未完成路線・計画路線
名古屋土地や中村電気軌道には、複数の未完成路線（未成線）や計画路線がある。

### 市内路線
中村公園前 - 枇杷島町 - 名古屋駅前間
1912年（明治45年）3月28日に申請した区間。終点の中村公園前から西にある庄内川東岸へ向かい、川沿いに北上し枇杷島町で東海道本線と交差、同線の東側に沿って南下し名古屋駅前へ至る、8.4kmの路線であった。1914年（大正3年）7月1日に不許可。
日比津町 - 熱田前新田間
1912年3月28日に申請した区間。愛知郡中村（現・名古屋市中村区）大字日比津字野合から南下し、名古屋市南区（現・港区）熱田前新田字中川西に至る8.0kmの路線であった。1914年12月23日に特許を得たが着工されず、1916年（大正5年）8月18日に失効。
日比津町 - 六郷村間
1912年3月28日に申請した区間。愛知郡中村大字日比津字野合から西春日井郡六郷村（現・名古屋市北区）山田までの全長9.9kmの路線であった。1914年7月1日に不許可。
明治橋 - 南禰宜町
1913年（大正2年）1月20日に申請した区間。起点の明治橋から東の国鉄線を乗り越え、柳橋の南方にある南禰宜町へ至る、0.6kmの路線であった。1914年12月23日に特許を得たが着工されず、1916年8月18日に失効。
上中木賊 - 甚目寺間
1915年（大正4年）12月27日に申請した区間。中村大字上中木賊から西へ進み、庄内川・新川を渡って北上、甚目寺町（現・あま市）へ至る、5. 1kmの路線であった。名古屋電気鉄道津島線（現・名古屋鉄道津島線）と競合し、2つの河川への架橋に多額の費用を必要とするため完成が疑わしいと判断され1916年（大正5年）3月2日に不許可となった。
稲葉地 - 大正橋間
太閤通から豊国神社の参道へと路線が折れる稲葉地を起点とし、庄内川に架かる大正橋の東を終点とする、1.8kmの区間。1920年（大正9年）2月10日に特許を得て工事施工の認可も下りたが、着工できず1935年（昭和10年）11月18日に失効。
明治橋 - 笹島町間
1920年2月2日に申請した区間。明治橋から笹島町までの0.9kmの区間で、笹島町で名古屋電気鉄道の市内線に接続する計画であった。1922年（大正11年）9月14日に返付された。
中村 - 高畑間、烏森 - 岩塚間
1926年（大正15年）7月14日に申請した区間。中村から南へ向かって高畑に至る路線と、途中の烏森から分岐し西へ向かって岩塚へ至る路線で、距離は合計で4.7kmであった。1928年（昭和3年）6月26日に不許可。
明治橋 - 名古屋駅前間
1927年（昭和2年）4月4日に申請した区間。起点明治橋から名古屋駅前へ至る0.9kmの路線であった。1936年（昭和11年）7月6日に返付。
中村公園前 - 栄生町間
1928年（昭和3年）5月31日に申請した区間。終点の中村公園から北の栄生町へ至る、2.1kmの路線であった。1930年（昭和5年）5月30日に特許を得たが着工されず1935年9月18日に失効した。

### 郊外路線
津島線（1）
愛知郡中村から海部郡津島町（現・津島市）に至る10.4kmの路線で、1912年4月10日に出願したが、1914年7月1日に却下された。
津島線（2）
西区稲葉地町から海部郡津島町までの10.1kmの路線で、1927年8月25日に出願したが、1928年に却下された。
桑名線
海部郡大治村（現・大治町）西條で津島線より分岐し、三重県桑名郡益生村（現・桑名市）矢田に至る18.7kmの路線で、1927年11月5日に出願したが、1928年に却下された。
津島線（3）
西区稲葉地町から海部郡津島町までの10.3kmの路線で、1929年（昭和4年）12月27日に出願したが、1932年（昭和7年）7月13日に却下された。

### 地下鉄道
1926年（大正15年）10月27日、8人の発起人により、地下鉄道の敷設が出願された。計画路線は、熱田駅を起点とし現在の伏見通（国道19号）の地下を北上、古渡町から本町通に入り、桜通に至るとそこで西に曲がり、そのまま名古屋駅前へ至る、6.7kmルートであった。1926年11月13日には、桜通を東へ進み覚王山へ至る、4.8kmの路線も追加申請された。
発起人には加藤重三郎元名古屋市長や中村電気軌道の社長・役員が名を連ねた。この計画は、元市長や有力者などの賛同を得て中村電気軌道が名古屋市内乗り入れを目論んだもので、地下鉄道建設にあたっては別会社を新設する予定であった。中村電気軌道は名古屋市内に乗り入れる路線の建設を何度か申請しているがその都度却下されており、この地下鉄道の計画もまた、莫大な建設費がかかり利益を上げることが困難とされたため1931年（昭和6年）12月23日に却下された。